# Musculus semispinalis
Musculus semispinalis (Plural: Musculi semispinales; lat. für „Halbdornmuskel“) ist der Name dreier an der Wirbelsäule liegender Skelettmuskeln, die zur „ortsständigen Rückenmuskulatur“, genauer zu deren transversospinalem System (Systema transversospinale), gehören. Er bildet die oberflächliche Schicht des Systema transversospinale. Der Name leitet sich von ihrer Lage seitlich der Dornfortsätze der Wirbel (Processus spinosi) ab, außen liegt ihnen der Musculus longissimus an. Man unterscheidet beim Menschen einen Musculus semispinalis thoracis („Halbdornmuskel der Brust“), cervicis („Halbdornmuskel des Halses“) und capitis („Halbdornmuskel des Kopfes“). Die Innervation erfolgt durch die Dorsaläste der entsprechenden Spinalnerven (Th4–Th6, C3–C6 und C1–C5). Sie wirken als Strecker, bei einseitiger Wirkung als Seitwärtsbieger der entsprechenden Wirbelsäulenabschnitte.

## Musculus semispinalis thoracis
Der Musculus semispinalis thoracis (von lat. thorax ‚Brustkorb‘) entspringt an den Zitzenfortsätzen (Processus mamillares) des 6. bis 12. Brustwirbels und setzt an den Dornfortsätzen der ersten vier Brust- und letzten beiden Halswirbel an.
Bei den Raubtieren und Wiederkäuern sind der Brust- und Halstteil des Musculus semispinalis vollständig mit dem Musculus spinalis verwachsen, weshalb der Muskel hier als Musculus spinalis et semispinalis thoracis et cervicis bezeichnet wird. Bei Pferden und Schweinen ist kein Musculus semispinalis thoracis ausgebildet.

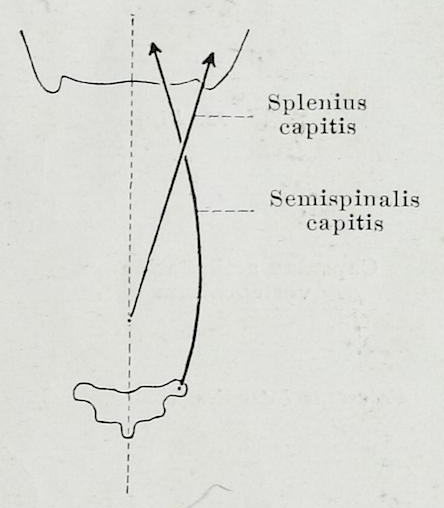
Verlauf des M. splenius und des M. semispinalis (schematische Abbildung).

## Musculus semispinalis cervicis
Der Musculus semispinalis cervicis (von lat. cervix „Hals“) entspringt an den Querfortsätzen der ersten 5 bis 6 Brustwirbel und setzt an den Dornfortsätzen des 2. bis 7. Halswirbels an.
Während er bei Raubtieren und Wiederkäuern nicht als selbständiger Muskel ausgebildet ist (s. o.), fehlt er bei Pferden und Schweinen ganz.

## Musculus semispinalis capitis
Der Musculus semispinalis capitis (von lat. caput „Kopf“) entspringt an den Querfortsätzen vom 3. Hals- bis 6. Brustwirbel und setzt zwischen den Nackenlinien des Hinterhauptsbeins an. Seitlich wird er vom Musculus splenius bedeckt. Oberhalb des Ansatzes liegen die Hinterhauptlymphknoten.
Bei Raubtieren, Wiederkäuern und Schweinen ist der Musculus semispinalis capitis in zwei Muskeln gegliedert, die als Musculus complexus und Musculus biventer cervicis bezeichnet werden.